# The President's Staff
The President's Staff è un film del 2013 diretto da Massimo Morini.
È narrata la vicenda del Presidente degli Stati Uniti e di altre tre persone che restano segregate nello Studio Ovale della Casa Bianca per 24 ore, sotto la minaccia di morte da parte di sedicenti alieni.
Il film, co-prodotto da Rai Cinema, fa parte di un gruppo di 10 "Web Movies" ognuno dei quali è stato immesso in rete sul sito di Rai Cinema Channel nel 2013.

## Trama
Il Presidente degli Stati Uniti, una stagista e due tecnici delle fibre ottiche restano intrappolati nello Studio Ovale della Casa Bianca a Washington. Un sedicente commando extraterrestre comunica via email al Presidente che la stanza è stata minata e che non si potrà più né uscire, né entrare. Non solo; dopo 24 ore saranno comunque uccisi nell'esplosione delle cariche già innescate.
Si tratta di una vendetta aliena, a seguito degli eventi del 1947 avuti luogo nella cosiddetta Area 51. Ovviamente nessuno crede a questa motivazione, e per altro il Presidente non sa nulla delle trattative cui il presunto messaggio alieno fa cenno.
Col passare del tempo però, insieme al travaglio psicofisico che coinvolge tutti e quattro i condannati a morte, il Presidente comincia ad avere delle allucinazioni che, insieme alle vaghe informazioni fornitegli dal Capo di Stato Maggiore, lo convincono della veridicità della rivendicazione. Tanto più che a pochi minuti dalla scadenza dell'ultimatum è proprio grazie ad un suggerimento fornito da un'allucinazione che il Presidente riesce a liberarsi.
Ma è un'illusione che dura poco. I due tecnici, dileguatisi subito nel caos della liberazione della Sala Ovale con l'ingresso degli artificieri, si rivelano essere degli alieni e appena fuori del recinto della Casa Bianca la osservano esplodere compiaciuti.

## Produzione
Il film è stato girato in inglese e successivamente doppiato per la versione italiana.
È stato girato interamente in interni, in una ricostruzione accurata in scala 9:10 dello Studio Ovale della Casa Bianca di Washington.
Il set è stato allestito presso il Cineporto di Genova e le riprese sono state effettuate a novembre 2012 in soli 10 giorni.

### Cast
- Tomas Arana ha recitato in ben 4 film che hanno vinto il Premio Oscar: Il gladiatore, Pearl Harbor, Caccia a Ottobre Rosso e L.A. Confidential. Inoltre è stato fra i protagonisti del film Guardia del corpo e ha recitato in L'ultima tentazione di Cristo, The Bourne Supremacy e Il cavaliere oscuro - Il ritorno.
- Giorgia Würth, unica attrice protagonista italiana del film, ha recitato anche nei film Capitan Basilico e Capitan Basilico 2 sempre diretti dal regista Massimo Morini.
- I Buio Pesto recitano tutti insieme nel ruolo di "artificieri" di Washington.
- Lazzaro Calcagno nel ruolo di Jerry Meo.

### Scenografie
Il set, ovvero la riproduzione dello Studio Ovale della Casa Bianca, è stato fedelmente e accuratamente ricostruito in un blocco unico, per cui per entrare sul set non vi era altro modo che entrare dalla porta principale. All'interno del set vi era una colonna portante in posizione centrale, che è stata abilmente esclusa dalle riprese.
Nello Studio Ovale ci sono solitamente 7 quadri, di cui due fissi (George Washington sopra il camino e Abramo Lincoln a destra della porta principale). Gli altri 5 sono scelti e portati dal presidente al momento dell'insediamento. Sul set del film sono stati affissi 5 quadri legati a personaggi direttamente coinvolti nel film: due quadri raffiguranti Bogliasco (uno scorcio del paese e la vecchia sede degli studi dei Buio Pesto) per il regista Massimo Morini, un quadro raffigurante il lungomare di Varazze per l'attrice Giorgia Würth, un quadro raffigurante Boccadasse (uno storico e suggestivo quartiere di Genova) e uno raffigurante uno scorcio di Seborga, paese di provenienza di Angelo Bassi, titolare di Mediterranea Productions, distributore di tutti i film di Massimo Morini eccetto questo.
Al termine delle riprese, in previsione del disallestimento della scenografia, i Buio Pesto, vestiti da artificieri, hanno girato il videoclip della loro canzone O Libbro di Muri, nel quale imbrattano e distruggono lo Studio Ovale.
Il 44º Presidente degli Stati Uniti, Barack Obama, il 23 Luglio 2015, ha inviato alla produzione un'email di complimenti per la realizzazione dello Studio Ovale.

## Distribuzione
Il film, in versione italiana, è stato immesso in rete dapprima in streaming su TIMvision a maggio 2013 e successivamente sul canale web Rai Cinema Channel ad agosto 2013.
Il 23 gennaio 2014 è uscito in Italia il DVD nella versione italiana, distribuito da 01 Distribution.
Tra il 2015 e il 2019 il film è stato programmato su Rai 2 per 3 volte e su Rai Movie per 7 volte.
Dal 2018 il film è in distribuzione internazionale con la casa di distribuzione americana Adler Entertainment.

## Citazioni
Numerosissime sono le citazioni verbali di altri film e di personaggi molto noti in tutto il mondo, poiché la trama verte proprio sull'associazione di nomi e cognomi famosi, detta name game.
Come in tutti i film e telefilm di Massimo Morini, anche in questo è presente l'effetto sonoro cinematografico l'urlo di Wilhelm, inserito dal foley artist e tecnico del suono Emilio Pozzolini.